# احتلوا جنوب إفريقيا
تعتبر حركة احتلوا جنوب أفريقيا مبادرةً جنوب أفريقية تهدف أساسًا إلى الاحتجاج والتحريض على العمل الجماهيري ضد عدم المساواة العرقية والاقتصادية والاجتماعية في جنوب أفريقيا، وتصنف كجزءٍ من حركة «احتلوا وول ستريت» العالمية، وتتكون من انتماء غير رسمي فضفاض للمجموعات والأفراد الموجودين على الأرض في جميع أنحاء جنوب أفريقيا بالإضافة إلى مجموعات قائمة على الإنترنت مثل مجموعات «استعادة جنوب أفريقيا» و «احتلوا جنوب أفريقيا» والتي تشارك الكترونياً، كما شاركت الحركة أيضًا في إضراب عمال المناجم «ماريكانا».

## الأهداف العريضة
تصنف حركة «احتلوا جنوب أفريقيا» مثل باقي حركات «الاحتلال» الأخرى كحملةٍ غير متجانسةٍ، تتعامل بعض جوانبها مع فشل الحكومات في تقديم توزيعٍ عادٍل للثروة، في حين تتناول جوانب أخرى منه هيمنة الأقلية البيضاء وغيرها من أشكال الفصل العنصري، مثل الفصل العنصري الاقتصادي، ويركز آخرون على هيمنة وسائل الإعلام البيضاء وانعدام المساواة في التمثيل.

## رسالة أنونيموس
نُشر في 18 مارس 2011 مقطع فيديو يُزعم أنه بواسطة مجموعة المخترقين أنونيموس، من قبل وكالة رياح التغيير الإعلامية، دعا شعب جنوب أفريقيا للثورة ضد الحكومة والنظام الرأسمالي، وعبّر ذلك المقطع عن دعمه لـحملة «استعادة جنوب أفريقيا»، وقال جيمس لوريمر، المتحدث باسم التحالف الديمقراطي، ثاني أكبر حزب سياسي في جنوب أفريقيا، ردًا على الدعوة أنه نظرًا لعدم معرفة من يقف وراءها، كانت الدعوة إلى الانتفاضة تفتقر إلى المصداقية.

## انتشار حركة احتلوا جنوب أفريقيا
أُطلقت دعوة من قبل حركة «استعادة جنوب أفريقيا»، بعد أشهر من التواصل مع الأفراد والجماعات الاجتماعية في أنحاء البلاد، لإقامة اعتصاماتٍ في جميع أنحاء البلاد في مدن مختلفة في جنوب أفريقيا في 15 أكتوبر 2011 في أعقاب نفس التكتيك الناجح الذي استخدمته حركة «احتلوا وول ستريت». 
انتشرت الدعوة انتشارًا كبيرًا خلال الأسبوع الذي سبق 15 أكتوبر، وبدأت العديد من المجموعات الاجتماعية والناشطين الأفراد في الاستعداد لاحتلال مواقع رمزية في مدنهم.
شهدت جنوب أفريقيا في يوم السبت الموافق 15 أكتوبر أول اعتصام منظم والذي حدث في خمس مدن في وقت واحد، وهي جوهانسبرغ وكيب تاون ودربان وجراهامز تاون وشرق لندن، وقد علّق جو هاني، أحد مشرفي حركة «استعادة جنوب أفريقيا»، عندما سألته صحيفة «ميل آند غارديان» عن الدافع وراء حركة «احتلوا جنوب أفريقيا» بأنه «لا توجد دولة تستحق الانتفاضة ضد الرأسمالية أكثر من جنوب أفريقيا»، كما قالت آياندا كوتا، رئيسة حركة الشعب العاطل عن العمل: «نحن الفقراء، نعاني كلّما حدّدت الشركات سعر الخبز، أو عندما يكون هناك المزيد من فقدان الوظائف، في حين تزداد أموال الرؤساء التنفيذيين، لكن احتجاجنا يحمل طابعاً محلياً أيضًا، بمعنى أننا نحتج على مبلغ الـ 19 مليون راند التي لم يُعرف أين صُرَفت في بلدية ماكانا، وعلى المبلغ الذي تبلغ قيمته 240 ألف راند التي أنفقته الحكومة المحلية على عيادات تطوير كرة القدم الزائفة، وعلى خصخصة نضالنا من قبل حزب المؤتمر الوطني الأفريقي».

### احتلوا جوهانسبرغ
تجمع حوالي المائتي محتجّ خارج بورصة جوهانسبرغ وألقوا خطبًا عبر الميكروفون يزعمون فيها أنهم يمثلون نسبة 99% من الشعب وكانوا غاضبين جدًا من الشركات والسياسيين، أبلغت الشرطة المحتجين فيما بعد بأن عليهم التفرّق، أو مواجهة الاعتقال، وكانت هناك مشاكل تتعلق بنقطة التراجع أيضًا لذلك قرر المحتجون التفرّق والعودة في يوم آخر. 
حضر يومها نشطاء من ضاحية «سويتو» و «وثيمبليلي»، كما كان للجبهة الديمقراطية اليسارية حضورٌ بارز، وكان هناك أعضاءٌ من حركة «زايتاجيست» و«بلاك ووش» و«سيبتمبر ناشيونال إيمبيزو» وخدمة معلومات المجتمع المدني في جنوب أفريقيا بين الحضور أيضًا.
شرح أندرو بيني من حركة الجبهة اليسارية الديمقراطية في مقابلة مع شبكة «إيه بي إن» أن الفجوة الطبقية في جنوب أفريقيا كانت أسوأ من العديد من الدول التي تشهد حركات احتجاج.

### احتلوا كيب تاون
حضر نحو 200 شخصًا مع بعض الأشخاص الذين كانوا يأتون ويذهبون طوال اليوم، وُضع مكبر صوتٍ كبيرٍ وأُلقيت الخطب من قبل المحتجين من خلفياتٍ وأيديولوجياتٍ مختلفةٍ، تداخلت الشرطة بين الجموع، ولكنها لم تتدخل، كما أوقفت شرطة المدينة الأشخاص الذين كانوا يجلبون عربات مقطورة إلى داخل التجمع، وحاولوا إخبار أحد الباعة الجوالين بعدم بيع أزهاره المربوطة بالأسلاك، لكن المحتجين أصرّوا على السماح له بالبقاء، شارك في الاحتجاج أيضاً أعضاءٌ من منظمات مجتمعية من «بيليكس دروب» و«مانينبورغ» و« أناركيستس»  و«زايتاجيست» و«بلاك ووش» من بين آخرين، عُقدت اعتصامات لاحقة في كيب تاون في ميدان «ثيبولت».
صرح ماريو وانزا، من «برودلي ماننبرغ» وأحد منظمي احتلال كيب تاون، «لقد بدأ الناس يدركون أن الأحزاب السياسية لا تملك الإجابات، إنهم يلقون خطابات كل يوم، ولكن لا يحدث شيء، وحياتنا لا تتحسن، حياتنا تزداد سوءًا، وما يهم حقاً هو نمو حركة التغيير هذه، فقد تخلينا عن الاعتماد على الحكومة أو الأغنياء في حل مشاكلنا، نحن الوحيدون الذين يمكنهم تغيير الأمور في هذا البلد».

### احتلوا ديربان
ذكرت الناشطة سارة داوسون وجود تدفق مستمر من المحتجين في «ديربان» طوال اليوم، وجرت بعض المناقشات المثيرة للاهتمام حقًا، وأُتيحت للمحتجين الفرصة لإخبار المارة عن الحركة، كما كانت هناك بعض النقاشات الودية حول اتجاه الحركة المستقبلي، وقد كان هناك إجماعٌ عامٌ على أن التنوع يجب أن يُستوعب، وأن الاحتجاج هدفه الأساسي هو الاعتراف بالمشكلة.
كانت الأمور سلمية والمعنويات عالية جدًا في الغالب، كان عدد المحتجين يتراوح بين 50 و100 شخص، جرت مناقشات حول إمكانية جعله حدثًا أسبوعيًا في المستقبل، والسعي إلى مزيد من التعاون مع مجموعات المجتمع المدني الأخرى والحركات الشعبية، كما شارك في الاحتجاج أطفالٌ، وعازفي جيتار.
خلال محادثات المناخ 17 لمؤتمر الأطراف في ديسمبر 2011، أصبح الاحتجاج أكثر جديّةً في «ديربان».

### احتلوا غراهامز تاون
ذكرت مبالي بادوزا من حركة طلاب العدالة الاجتماعية، أن مجموعة أولية من 20 طالبًا من جامعة رودس تجمعوا في الحدائق في الساعة 10 صباحًا، بعد توزيع القمصان، شقوا طريقهم إلى شارع «هاي» لمقابلة الجماهير (رفاق حركة العاطلين عن العمل والعديد غيرهم)، وهم يسيرون هاتفين «لقد طفح الكيل، نريد عودة بلدنا». أثناء سيرهم في شارع هاي، وزعوا منشورات تحتوي على معلومات حول سبب حدوث المظاهرة ولماذا كانت ضرورية.
عندما وصلوا إلى الحشد المجتمع في الكاتدرائية (نحو 30-40 شخصًا) اندمجوا جميعًا وغنوا أغاني الاحتجاج لمدة ساعة تقريبًا، وتظاهروا معًا في مسيرة على امتداد شارع هاي، وبازدياد علوّ أصواتهم، ازداد انضمام الناس لهم من جميع الأجناس.
عند عودتهم إلى الكاتدرائية، فُتحت باحتها أمام الحشد لمشاركة مظالمهم، وتحدث أشخاص من مناطق «فافاماني» و«فوكاني» وأماكن أخرى عن حاجتهم إلى 3 مواد أساسية: الكهرباء والمياه والإسكان.
ثم توجهوا إلى مباني بلدية «ماكانا» وهتفوا «أماندلا، نغويثو! أمانغا نغوابو!»
تحدث ريتشارد بيتوس وأياندا كوتا إلى الحشد عن أنه بالرغم من عدم وجود أيٍ من المسؤولين الحكوميين، لكنهم سمعوا عن أحداث اليوم.
حدثت أثناء الاحتجاج أكثر من حركة رمزية، إذ ذهبت أياندا كوتا وبعض رفاق الاتحاد من الحركة الشعبية إلى المباني البلدية وألقوا البراز في الداخل للاحتجاج، وبُثّ هذا على أخبار جنوب أفريقيا، بعد هذا النشاط، جاءت الشرطة وطلبت من الحشد المغادرة.
صرح بن فوغل أن «احتلّوا غراهامز تاون» يمنح الأمل إلى اليسار في جنوب أفريقيا، لأنه يدل على أن الطلاب الراديكاليين، والفقراء يمكنهم تشكيل تحالف سياسي قائم على المساواة والتضامن.

### احتلوا شرق لندن
صرحت «كلوي مينتيث» أن خمسة أشخاص (أصبحوا فيما بعد ستة أشخاص) وقفوا تحت تمثال «ستيف بيكو» في شرق لندن وأمام «إمبرياليست أولد شاك» وأمام الإمبرياليين، هتفت المجموعة الصغيرة بشعارات لمدة ساعة ونصف، بينما كان المارة الفضوليون ينظرون إليها.